# Prêmio Kettering
O Prêmio Kettering (em inglês:  Charles F. Kettering Prize) foi concedido anualmente de 1979 a 2005, por contribuições de destaque em diagnose e tratamento do câncer. Foi um dos três prêmios concedidos pela General Motors Cancer Research Foundation. Os outros foram o Prêmio Charles S. Mott e o Prêmio Alfred P. Sloan Jr.. O Prêmio Kettering foi dotado com US$ 250.000 (situação em 2000).
O prêmio foi concedido em memória de Charles F. Kettering, inventor e durante muitos anos presidente do General Motors Institute. A concessão do prêmio foi encerrada em 2006, devido à difícil situação econômica da General Motors.

## Laureados
- 1979 Henry Seymour Kaplan[1]
- 1980 Elwood Vernon Jensen[1]
- 1981 Edward Donnall Thomas[1]
- 1982 Howard E. Skipper[1]
- 1983 Emil Frei e Emil Jay Freireich[1]
- 1984 Barnett Rosenberg[1]
- 1985 Paul Christian Lauterbur[1]
- 1986 Donald Pinkel[1]
- 1987 Basil Hirschowitz[1]
- 1988 Sam Shapiro e Philip Strax[1]
- 1989 Mortimer Elkind[1]
- 1990 David Cox[1]
- 1991 Victor Ling[1]
- 1992 Lawrence Einhorn[1]
- 1993 Gianni Bonadonna e Bernard Fisher[1]
- 1994 Laurent Degos e Zhen-yi Wang[1]
- 1995 Norbert Brock[1]
- 1996 Malcolm Bagshaw e Patrick C. Walsh[1]
- 1997 Herman D. Suit[1]
- 1998 H. Rodney Withers[1]
- 1999 Ronald Levy
- 2000 Monroe Eliot Wall e Mansukh C. Wani
- 2001 David E. Kuhl e Michael E. Phelps
- 2002 Brian Druker e Nicholas Lydon
- 2003 Virgil Craig Jordan
- 2004 Robert Langer
- 2005 Angela Hartley Brodie